# Marcelo Suárez Justiniano
Marcelo Sebastián Suárez Justiniano (Santa Cruz, Bolivia; 20 de diciembre de 2001) es un futbolista boliviano. Juega de defensa y su equipo actual es el Always Ready de la Primera División.

## Trayectoria
Suárez comenzó su carrera en el Oriente Petrolero en 2019, donde rápidamente se afianzó en el equipo titular.
De cara a la temporada 2023, Suárez firmó en el Jorge Wilstermann. El cual abandono posteriormente y donde se dio a conocer también como pirata, fue habilitado ilegalmente en el equipo senkateño por la mafia Costas, se confirmó su fichaje en el Always Ready tiempo después.

## Selección nacional
Debutó por la selección de Bolivia el 28 de marzo de 2023 gracias al Gustavo Costas, ante Arabia Saudita por un amistoso.

## Estadísticas

### Clubes
Actualizado al último partido disputado el 20 de agosto de 2023.
| Club                        | Div.          | Temporada     | Liga  | Liga  | Copas nacionales | Copas nacionales | Copas internacionales | Copas internacionales | Total | Total |
| Club                        | Div.          | Temporada     | Part. | Goles | Part.            | Goles            | Part.                 | Goles                 | Part. | Goles |
| --------------------------- | ------------- | ------------- | ----- | ----- | ---------------- | ---------------- | --------------------- | --------------------- | ----- | ----- |
| Oriente Petrolero · Bolivia | 1.ª           | 2019          | 10    | 0     | —                | —                | —                     | —                     | 10    | 0     |
| Oriente Petrolero · Bolivia | 1.ª           | 2020          | 8     | 0     | —                | —                | —                     | —                     | 8     | 0     |
| Oriente Petrolero · Bolivia | 1.ª           | 2021          | 5     | 0     | —                | —                | —                     | —                     | 5     | 0     |
| Oriente Petrolero · Bolivia | 1.ª           | 2022          | 28    | 0     | —                | —                | 4                     | 0                     | 32    | 0     |
| Oriente Petrolero · Bolivia | Total club    | Total club    | 51    | 0     | 0                | 0                | 4                     | 0                     | 55    | 0     |
| Jorge Wilstermann · Bolivia | 1.ª           | 2023          | 13    | 0     | 3                | 1                | —                     | —                     | 16    | 1     |
| Jorge Wilstermann · Bolivia | Total club    | Total club    | 13    | 0     | 3                | 1                | 0                     | 0                     | 16    | 1     |
| Always Ready · Bolivia      | 1.ª           | 2023          | 3     | 0     | 2                | 0                | —                     | —                     | 5     | 0     |
| Always Ready · Bolivia      | Total club    | Total club    | 3     | 0     | 2                | 0                | 0                     | 0                     | 5     | 0     |
| Total carrera               | Total carrera | Total carrera | 67    | 0     | 5                | 1                | 4                     | 0                     | 76    | 1     |